# Neotoma angustapalata
Neotoma angustapalata là một loài động vật có vú trong họ Cricetidae, bộ Gặm nhấm. Loài này được Baker mô tả năm 1951.